# Pacific Telesis Tower
Pacific Telesis Tower (známý též jako Post Montgomery Center) je mrakodrap v centru kalifornského města San Francisco. Má 38 pater a výšku 152,4 metrů, je tak 18. nejvyšší mrakodrap ve městě. Byl dokončen v roce 1982 a za designem budovy stojí firma Skidmore, Owings and Merrill. V budově se nachází kancelářské prostory.